# Хибер Спрингс (Арканзас)
Хибер Спрингс (енгл. Heber Springs) град је у америчкој савезној држави Арканзас.

## Демографија
По попису из 2010. године број становника је 7.165, што је 733 (11,4%) становника више него 2000. године.
| Група             | 2000.         | 2010.         |
| Белци             | 6.206 (96,5%) | 6.722 (93,8%) |
| Афроамериканци    | 15 (0,2%)     | 27 (0,4%)     |
| Азијати           | 25 (0,4%)     | 17 (0,2%)     |
| Хиспаноамериканци | 116 (1,8%)    | 265 (3,7%)    |
| Укупно            | 6.432         | 7.165         |